# He Zhen
He-Yin Zhen (chiń. trad. 何殷震; pinyin Héyīn Zhèn, ur. 1884, zm. 1920) – chińska feministka i anarchistka żyjąca na początku XX wieku.
Urodziła się jako He Ban w Yizheng w prowincji Jiangsu, ale przyjęła imię He Zhen (何震, He „Grzmot”), gdy wyszła za mąż za znanego uczonego Liu Shipei w 1903 roku. Mimo to podpisywała swoje opublikowane pisma jako He-Yin Zhen (何殷震), aby uwzględnić nazwisko panieńskie swojej matki. Opublikowała wiele artykułów w anarchistycznych czasopismach uderzających w męską władzę społeczną, argumentując, że społeczeństwo nie może być wolne bez wyzwolenia kobiet.

## Biografia
Zhen urodziła się w zamożnej rodzinie w Jiangsu i otrzymała dobre wykształcenie w zakresie klasyków konfucjańskich, pomimo tego, że była kobietą. W 1903 roku wyszła za mąż za Liu Shipei i przeniosła się z nim do Szanghaju, gdzie kontynuowała naukę w Patriotycznej Szkole Żeńskiej prowadzonej przez Cai Yuanpei.
Wraz z mężem uciekła przed mandżurskim rządem do Tokio w 1907 roku, gdzie stała się ważną działaczką chińskiej grupy anarchistycznej i główną współpracowniczką wielu czasopism. Współpracowała z Tianyi bao (Naturalna Sprawiedliwość), która ukazywała się w latach 1907–1908, a także z paryskim czasopismem Xin Shiji (Nowe Stulecie lub Nowa Era), redagowanym przez anarchistyczną grupę kierowaną przez Li Shizenga i Wu Zhihui. Ona i jej mąż pisali pod pseudonimami, a wiele z jej artykułów zostało błędnie przypisanych Liu, jej mężowi.
Zhen założyła również Stowarzyszenie Odzyskiwania Praw Kobiet (Nüzi Fuquan Hui), które wzywało do użycia siły w celu zakończenia męskiego ucisku kobiet, a także oporu wobec klasy rządzącej i kapitalistów, jednocześnie popierając tradycyjne wartości, takie jak wytrwałość i szacunek dla społeczności.
W 1909 roku, po kłótni z konserwatywnym, ale głęboko antymandżurskim uczonym Zhang Taiyanem, ona i Liu wróciły do Chin, aby pracować dla rządu mandżurskiego. Po rewolucji 1911 roku Liu współpracował z nowym rządem i był członkiem wydziału na Uniwersytecie Pekińskim.
Koniec życia Zhen wciąż pozostaje tajemnicą. Po śmierci Liu na gruźlicę w 1919 roku, krążyły pogłoski, że została buddyjską mniszką i przyjęła święcenia kapłańskie pod imieniem Xiao Qi. Pojawiły się jednak również doniesienia, że zmarła z powodu „złamanego serca” lub choroby psychicznej.

## Filozofia
Zhen miała inne podejście do „kwestii kobiecej” i ucisku kobiet, które zostały podniesione w Chinach pod koniec XIX wieku. Uważała, że płeć i klasa społeczna są nierozłączne, i analizowała nędzę, jaką chińskie kobiety znosiły przez tysiąclecia, z perspektywy pracy. Zhen odróżniała się od współczesnych jej myślicieli feministycznych tym, że uważała anarchię za jedyny warunek, w którym kobiety mogą być w pełni wyzwolone. W przeciwieństwie do wielu jej współczesnych, takich jak Liang Qichao, którzy postrzegali wyzwolenie kobiet jako sposób na odrodzenie Chin, Zhen uczyniła rozwiązanie problemu ucisku kobiet swoim ostatecznym celem. Feminizm Zhen ukształtował się również dzięki jej krytyce kapitalizmu, zwłaszcza bestialstwa tego systemu, w którym osoby wykluczone ekonomicznie mają najtrudniej. Jej zdaniem kobiety nigdy nie będą wolne, jeśli kapitalizm będzie trwał. Ta linia krytyki dostarczyła logicznej i mocnej filozofii przeciwko głównemu nurtowi zachodniego feminizmu tamtych czasów, który priorytetowo traktował prawa wyborcze kobiet jako ostateczne wyzwolenie kobiet. Zhen krytykowała nie tylko formy społecznego ucisku, którym poddawane były kobiety, ale także polityczne i kulturowe represje, które ograniczały wolność kobiet.

### Teoria pracy
Zhen podchodziła do koncepcji teorii pracy z historycznego punktu widzenia. Twierdziła, że na przestrzeni dziejów chińskie kobiety były spychane do zamkniętych pomieszczeń, takich jak dom, i nie wolno im było kontaktować się ze światem zewnętrznym. Nie były w stanie same się utrzymać, co czyniło je zależnymi od mężów, a tym samym podporządkowanymi ich władzy i autorytetowi. Sprzeciwiała się męskim myślicielom, którzy potępiali kobiety za zależność od mężów, za powód podając ich rzekomą niższość w stosunku do mężczyzn i niechęć do znalezienia pracy. Zhen skrytykowała ich za hipokryzję. Argumentowała, że skoro kobietom nie wolno opuszczać domów, to absurdem jest wymagać, aby znalazły pracę, która pozwoliłaby im się utrzymać.
Jedną z popularnych propozycji rozwiązania rzekomego problemu braku produktywności kobiet było powołanie kobiet na rynek pracy. Zhen dostrzegła jednak wady tego rozwiązania głoszone przez męskich feministów tamtych czasów. Zwróciła uwagę, że w kapitalizmie kobiety byłyby nadal wyzyskiwane, nawet jeśli osiągnęłyby niezależność zawodową, pozostawałyby wyzyskiwane w fabrykach jako robotnice lub w urzędach jako sekretarki. W zakładach pracy kobiety musiałyby słuchać swoich szefów i wykonywać ich polecenia, ponieważ nadal byłyby zależne od swoich szefów pod względem płac. System kapitalistyczny umieściłby kobiety w systemie, w którym byłyby wyzyskiwane, a więc nawet jeśli otrzymywałyby pełne wynagrodzenie, płace i tak byłyby obniżone na korzyść kapitalistów. Kobiety nigdy nie awansują i nie zdobędą sprawiedliwego udziału w społeczeństwie kapitalistycznym. Ostatecznie wejście na rynek pracy nie wyzwoliłoby kobiet z kajdan, ponieważ niezależnie od rodzaju wykonywanej pracy, ciała i praca kobiet byłyby nadal wyzyskiwane.
Zhen widziała więc rozwiązanie „kwestii kobiecej” w wyzwoleniu klasy robotniczej. Zaniepokojona komodyfikacją kobiecych ciał, kładła nacisk na pracę jako autonomiczną i wolną praktykę wśród ludzi, w przeciwieństwie do jej utowarowionego modelu w klasycznej i neoklasycznej ekonomii politycznej. Praca powinna reprezentować zarówno wyzwolenie ekonomiczne, jak i wyzwolenie intelektualne, ponieważ kobiety powinny stać się wolne w swoich działaniach w każdej dziedzinie życia. Ale w społeczeństwie kapitalistycznym kobiety były utowarowione jako ich ciało, a ich praca była pracą przymusową dla zysku innych, nad którą same kobiety nie miały żadnej kontroli. Dla He-Yin praca była nie tylko pojęciem ekonomicznym, ale miała również fundamentalny wpływ na społeczeństwo ludzkie. Sprzeciwiała się utowarowieniu pracy i nalegała na postrzeganie pracy jako koncepcji ontologicznej, a nie tylko ekonomicznej. Tak długo, jak system wyzysku monopolizował produkcję, w której kobiety pozostawały towarem zależnym od społeczeństwa, tak zwana „niezależność zawodowa” również pozostawała „zawodowym zniewoleniem”. Tak więc, aby wyzwolić kobiety z ich zniewolenia, Zhen doszedł do wniosku, że system kapitalistyczny musi zostać zniesiony, a system wspólnotowy musi zostać ustanowiony.

### Anarchizm
Zhen sprzeciwiała się również jakiemukolwiek ustanowionemu rządowi. W jej anarchicznej twórczości jej idee są widoczne w krytyce parlamentarnych rządów Zachodu. Nie wierzyła w ruch sufrażystek, choć chwaliła sufrażystki za ich odwagę. Zhen przytoczyła jako przykład norweski ruch sufrażystek i argumentowała, że skoro tylko kobiety ze szlacheckiego pochodzenia lub bogatej rodziny mogą zostać wybrane do parlamentu, to jak można zapewnić, że wybrane kobiety nie będą działać przeciwko swoim koleżankom z klasy niższej, a jedynie na korzyść swoich koleżanek z klasy wyższej?
Zhen uważała, że wybieranie kobiet na urzędy tylko dodaje trzeci poziom represji dla kobiet z klasy robotniczej, oprócz ucisku ze strony mężczyzn i rządu. Z tego samego powodu nie wierzyła, że partie lewicowe, takie jak Partia Socjaldemokratyczna w Stanach Zjednoczonych, będą działać na rzecz zwykłych ludzi. Po objęciu władzy przez kobiety, system rządowy zwabiłby te lewicowe partie w kierunku władzy i autorytetu, zaniedbując ich współuciskanych zwykłych ludzi, w tym kobiety z klasy robotniczej. Te lewicowe partie odeszłyby od swojego pierwotnego celu, jakim było wyzwolenie klasy niższej i obalenie kapitalizmu. Zhen doszła do wniosku, że wyzwolenie kobiet może zostać osiągnięte tylko poprzez oddolne działanie zwykłych ludzi, bez interwencji rządu. Jako przykład podała klasę robotniczą w Stanach Zjednoczonych, która nie odniosła korzyści nawet po wyborach Partii Socjaldemokratycznej, nie mówiąc już o kobietach, które były ledwo reprezentowane w partii.
Zhen nie zgadzała się z programem wielu partii lewicowych ani z tym, w jaki sposób zmieniały one swoje ostateczne cele w nadziei na wygranie wyborów. Uważała, że bez rządu mężczyźni i kobiety z klas niższych mogliby skupić się na poprawie swojego życia, zamiast kierować swoją uwagę na inne dziedziny, które interesują rząd i klasy wyższe.
Zamiast popierać uczestnictwo w społeczeństwie rządzonym przez burżuazyjnych polityków, Zhen zaproponował idealne społeczeństwo wspólnotowe, w którym kobiety i mężczyźni byliby równi i dzieliliby te same obowiązki i produkcję. Jej idealne społeczeństwo byłoby podobne do kraju socjalistycznego lub komunistycznego w XXI wieku, ale bez rządu centralnego. W tym idealnym społeczeństwie dzieci wychowywane byłyby w „publicznych placówkach opieki nad dziećmi”, uwalniając w ten sposób kobiety od ich matczynych obowiązków i wyrównując szanse kobiet, aby mogły wziąć na siebie odpowiedzialność równą mężczyznom. Zhen zasugerowała również, że jeśli mężczyźni i kobiety będą wychowywani i traktowani jednakowo, a odpowiedzialność przyjmowana przez obie płcie będzie równa, to rozróżnienie między „mężczyznami” i „kobietami” stanie się niepotrzebne. A zatem ani mężczyźni, ani kobiety nie byliby uciskani przez swoje obowiązki. Zhen próbowała odbudować system, w którym kobiety mogłyby aktywnie uczestniczyć w społeczeństwie i mieć realną moc decydowania o swojej przyszłości. Jej rozwiązaniem problemu nierówności płci i ucisku kobiet było wyzwolenie kobiet od wszelkich form ucisku, w tym ucisku ze strony ustalonego systemu rządowego, niezależnie od jego ideologii.

### Feminizm
Krytyka He Zhen skupiała się na dwóch aspektach chińskiego patriarchatu w tamtym czasie. Pierwszy z nich jest bezpośrednio sprzeczny z tradycyjnym chińskim konfucjanizmem, który uciskał kobiety przez tysiące lat w historii Chin. Tradycyjny chiński konfucjanizm definiuje obowiązek i cel życiowy kobiet, które ograniczają podstawowe prawa człowieka, takie jak praca, zdawanie cesarskich egzaminów (Keju), studia i równy status domowy. Inne chińskie feministki w tym czasie również podtrzymywały podobne zastrzeżenia wobec konfucjanizmu. Drugi aspekt dotyczy resygnifikacji (zmiany znaczenia/pozycji) kobiet w chińskich liberalnych kręgach feministycznych na przełomie XIX i XX wieku. Chociaż społeczeństwo i większość chińskich uczonych w tamtym czasie podnosiło kwestię wad i „zacofania” konfucjanizmu, tylko kobiety na obszarach miejskich uzyskiwały więcej praw do poprawy swojego statusu społecznego i warunków życia. Zmiana pozycji tej grupy kobiet nadal nie wyrównała różnicy we władzy między mężczyznami a kobietami. Postrzegane przez He Zhen „prawdziwe wyzwolenie” nie zostało jeszcze zrealizowane.
W artykule z 1907 roku He Zhen pod tytułem On the Question of Women’s Liberation (O kwestii wyzwolenia kobiet) wskazała na fakty dotyczące małżeństwa w Chinach i świecie zachodnim. Najpierw wspomniała, że kobiety w świecie zachodnim mają prawo do rozwodu, zdobycia wykształcenia i pozostania singielkami. Pozornie kobiety w świecie zachodnim są wolne, ale taką formę wolność definiowała jako fizyczne i nierealne wyzwolenie. Podkreśliła, że naśladownictwo zachodniej ścieżki przez chiński feminizm jest złe. Zasugerowała, że „吾决不望女子仅获伪自由、伪平等也,吾尤望女子取获真自由、真平等也” („Absolutnie nie chcę, aby kobiety zdobywały tylko fałszywą wolność i równość, szczególnie mam nadzieję, że kobiety uzyskają prawdziwą wolność i prawdziwą równość”).
He Yin Zhen uważała, że wyzwolenie kobiet musi być osiągnięte przez same kobiety, a nie zapewnione im przez mężczyzn. Napisała, że równość płci nie może zostać osiągnięta, jeśli kobiety nadal będą zależne od mężczyzn w zakresie podstawowych praw i potrzeb. Krytykowała pracę seksualną i rozwiązłość kobiet jako odpowiedź na nierówność płci i opresję. Chociaż rozumiała, że wyzwolenie nie może być osiągnięte natychmiast, wierzyła, że nigdy nie można go osiągnąć bez wyeliminowania utowarowienia kobiecych ciał. W swoim dziele z 1907 roku „O kwestii wyzwolenia kobiet” napisała: „Kiedy wyzwolenie jest mylone z pobłażaniem sobie, kobieta nie może myśleć o szlachetniejszym zadaniu niż przyjemność seksualna, nie wiedząc, że mogła nieświadomie popaść w prostytucję. To tylko niektóre ze słabości chińskich kobiet”. He Yin Zhen napisała, że ta rozwiązłość chińskich kobiet może być wynikiem ich długotrwałego zamknięcia w domu.
He-Yin Zhen twierdzi, że prostytucji nie da się pogodzić z wyzwoleniem. Obserwowała, jak prostytutki czekają nocą na ulicach na klientów jak „dzikie kurczaki” na wietrze i śniegu. Napisała: „Jakie są tego powody? Dzieje się tak dlatego, że ludzie z pieniędzmi biorą mnie i kupują, a ja jestem zależna od tego rodzaju biznesu, jeśli chodzi o jedzenie”. W „On the Question of Women’s Liberation” pisze ona, że kobiety prostytuują się, aby zyskać przychylność bogatszych mężczyzn, w ten sposób jeszcze bardziej zniewalając się zarówno władzą mężczyzn, jak i ich pieniędzmi. Satysfakcja wynikająca z prostytucji jest dawana przez mężczyzn i utrwala nierówność majątkową oraz dominację mężczyzn, dlatego nie może być formą wyzwolenia. Ostatecznie He Zhen była przeciwna przekształcaniu ciał kobiet w „narzędzia do wytwarzania bogactwa”.

## Wpływy
Większość feministycznych pism Zhen została napisana, gdy ona i jej mąż mieszkali w Japonii, a wpływ jej feminizmu na wczesną chińską społeczność feministyczną jest niejasny. Jednak jej feministyczne poglądy wywarły wpływ na Ruch 4 Maja i zostały szczególnie podchwycone przez komunistki. Nie bez znaczenia był również jej wpływ na rozwój anarchizmu wśród chińskich uczonych. Anarchizm został po raz pierwszy udokumentowany i przedstawiony chińskim studentom zagranicznym w Tokio w japońskich tłumaczeniach zachodnich dzieł anarchistycznych. Chińscy studenci w Japonii przyjęli ją jako rozwiązanie współczesnych chińskich problemów i szukali rozwiązania dla Chin po rewolucji w Chinach w 1911 roku. Wśród uczonych, którzy rozwinęli swoje własne rozumienie anarchizmu, była Zhen. Jej prace, w tym artykuły w czasopiśmie Tianyi bao, wpłynęły na rozwój anarchizmu w Chinach. W Tianyi bao opublikowano również pierwsze tłumaczenie Manifestu Komunistycznego na język chiński. Jej mąż również popierał tę ideologię, mimo że był blisko związany z wojskowymi osobistościami watażków w Chinach.